# Башино (Тульская область)
Башино — село в Ясногорском районе Тульской области. Входит в состав Иваньковского сельского поселения.
Население — 31 чел. (2010).

## География
Село Башино расположено на севере Тульской области и с юга граничит с Теляковским сельским поселением. Возле села проходит дорога на село Иваньково и город Каширу.

## История
Точная дата основания села неизвестна.
 
В 1719 году деревня Башино принадлежала полковнику князю Семёну Фёдоровичу Мещерскому.
 
15 июня 1768 года село Башино Каширского уезда Тульской губернии — владение девицы княжны Анны Григорьевны Мещерской, в селе ревизских душ мужского пола 186, земли 562 десятины 2105 саженей. Позднее селом владел ее муж князь Фёдор Фёдорович Щербатов. 
 Упоминается в метрических книгах в 1871 году. В Башино до 30-х годов XX века стояла церковь во имя Казанской иконы Божией Матери 1766 года постройки.
В начале XX века (1915—1916 годы) в Башино насчитывалось 59 дворов, проживали 216 мужчин и 217 женщин, была Церковно-приходская школа. Здесь родился А. А. Дородницын — известный учёный в области механики и прикладной математики, академик АН СССР.
В 1965 году в Башино обосновалось почти все семьи упраздненной Новой деревни.

## Население
| 1915 | 2002 | 2010 |
| ---- | ---- | ---- |
| 433  | ↘57  | ↘31  |